# Alexandre Fasini
 (juin 2017).
Si vous disposez d'ouvrages ou d'articles de référence ou si vous connaissez des sites web de qualité traitant du thème abordé ici, merci de compléter l'article en donnant les références utiles à sa vérifiabilité et en les liant à la section « Notes et références ».
Alexandre Fasini (Srul (Saul) Feinsilberg), né à Kiev (Ukraine) en 1892 et mort en déportation à Auschwitz le 22 juillet 1942, est un peintre de l'École de Paris.

## Biographie
De son vrai nom Saul Feinsilberg, Alexandre Fasini est issu d'une famille installée dans le commerce de grains. Sa mère meurt alors qu'il est encore très jeune. Deux des trois fils deviennent peintres ; le troisième, écrivain, meurt prématurément. Fasini passe son enfance à Odessa. Il fréquente les Beaux-Arts et suit les cours de Kiriak Kostandi, peintre impressionniste d'origine grecque. Il se lie d'amitié avec le peintre Philippe Hosiasson et l'écrivain Isaac Babel et fait des illustrations pour des journaux d’Odessa, dont Bomba et Iablstchko.
À bord d'un bateau soviétique, il débarque en France en 1922 et s'installe rue Daru, à Montparnasse. La peinture de Fasini se situe aux marges de l'abstraction et du surréalisme. Son travail est marqué par un désir d'expériences nouvelles qui lui donnent une place originale au sein de l'École de Paris. Il acquiert une certaine notoriété dans les années 1920-1925. Max Berger, propriétaire de la Galerie d'Art Vavin, l'expose pendant deux ans avec les peintres Jean Lurçat, Pablo Picasso et Georges Papazoff. Alexandre Fasini collectionne l'art primitif. Il s'adonne également à la photographie et à la création de mobiliers.
Pendant l'Occupation, il ne cesse de peindre. Ses proches lui recommandent de partir en zone libre, mais son désespoir l’en empêche. Le 16 juillet 1942, lors de la rafle du Vél' d'Hiv', Fasini est arrêté avec Rosa, sa femme, par la police française ; ses œuvres sont détruites dans son atelier. Tous deux sont internés à Drancy. Le 22 juillet 1942, par le convoi no 9, ils sont déportés à Auschwitz, où ils meurent assassinés.